# Johan von Wright
Johan Magnus von Wright, född 31 mars 1924 i Helsingfors, död 30 april 2015 i Kimitoön, var en finländsk psykolog. 
Efter studentexamen 1942 blev von Wright filosofie kandidat 1950 och disputerade för doktorsgraden i Oxford 1955. Han var tillförordnad professor i psykologi vid Åbo universitet 1958–1960, ordinarie professor där 1960–1983 och vid Helsingfors universitet 1983–1989. Han var forskarprofessor vid Finlands Akademi 1975–1980. 
I sin forskning har von Wright främst studerat kognitiva processer, framförallt inlärning och minne. Det var på initiativ av honom som universitetsutbildning i psykologi blev tillgänglig på svenska i Finland. Undervisningen inleddes vid humanistiska fakulteten vid Åbo Akademi där han utnämndes till docent i psykologi 1958. Bland hans verk märks Forgetting and Interference (1959) samt Oppiminen ja koulutus tillsammans med Maijaliisa Rauste-von Wright (1994). Han invaldes som ledamot av Finska Vetenskaps-Societeten 1963 och av Finska Vetenskapsakademien 1974.